# Massimo Pilotti
Massimo Pilotti (1. srpna 1879, Řím – 29. dubna 1962, tamtéž) byl italský právník a diplomat.
V letech 1952 až 1958 působil jako předseda Soudního dvora Evropského společenství uhlí a oceli.